# Jerzy Brzęczek
Jerzy Józef Brzęczek (Truskolasy, 18 de março de 1971) é um treinador, ex-futebolista profissional polaco, atuava como meio-campo, medalhista olímpico de prata..

## Seleção Polonesa
Jerzy Brzęczek conquistou a a medalha de prata em Barcelona 1992.
Desde Julho de 2018 é treinador da Seleção Polonesa de Futebol.

## Vida pessoal
É tio do também futebolista Jakub Błaszczykowski.